# Ilon Wikland
Ilon Wikland (estonià: Maire-Ilon Wikland)  (Tartu, 5 de febrer de 1930) (nascuda Pääbo) és una artista i il·lustradora sueca nascuda a Estònia.
Wikland va néixer a Tartu, Estònia i es va criar a Haapsalu, comtat de Lääne, a la costa bàltica d'Estònia. El 1944 va fugir amb la família d'un company de classe de la segona ocupació soviètica d'Estònia, a Suècia, on va arribar com a refugiada.
El 1953 Wikland va sol·licitar una feina d'il·lustradora a Rabén &amp; Sjögren. La va trobar Astrid Lindgren, que acabava d'acabar d'escriure el llibre Mio, my Son i que va poder veure de seguida que Wikland era capaç de dibuixar contes de fades. Wikland va fer un dibuix de prova per al llibre i després va continuar la seva col·laboració amb Lindgren. Wikland ha dit que l'escriptura de Lindgren la fa veure contínuament imatges interiors. També s'inspira per a les seves imatges de la vida real. De la mateixa manera que Lindgren va escriure per el nen dins d'ella, Wikland sovint també dibuixa per al nen dins d'ella.
Wikland és l'artista que ha il·lustrat el major nombre de llibres de Lindgren:
- Bullerby lapsed
- Vennad Lõvisüdamed
- Karlsson katuselt
- Röövlitütar Ronja
- Pöialpoiss Nils Karlsson
- Madlike

També ha proporcionat les il·lustracions de molts llibres il·lustrats de Lindgren i molts altres escriptors, com ara El drac d'ulls vermells, Vull un germà o una germana, Aquest és el meu nadó, Brenda ajuda a l'àvia, Simon Small s'instal·la i Els prestataris.
L'any 2004 Wikland va decidir regalar les seves il·lustracions originals a Estònia. L'obra d'art es va exposar originalment a la galeria de Wikland a Haapsalu, Estònia. El 2009 es va obrir a Haapsalu Ilon's Wonderland, una galeria i centre temàtic per a nens i famílies basat en les seves obres i il·lustracions.

## Premis
Wikland va rebre el quòrum d'Illis pel govern de Suècia el 2002 per la seva extraordinària capacitat per donar vida a entorns i personatges a partir dels seus escrits i d'Astrid Lindgren.